# تومي سلون
تومي سلون (بالإنجليزية: Tommy Sloan)‏ (1925 - 2010)، هو لاعب كرة قدم إسكتلندي. لعب في مركز جناح. من مواليد يوم 13 اكتوبر 1925 في مدينة بارهيد (إسكتلندا), توفي في 13 يناير 2010.
```
لعب سلون على التوالي مع:
```

- نادي هارت أوف ميدلوثيان (1946-1951)
- نادي ماذرويل (1951-1957)
- نادي غلوستر سيتي (1957-1960).